# Артдеко
А̀ртдеко̀ (на френски: art déco, букв. „декоративно изкуство“, от името на парижката изложба Exposition Internationale des Arts Décoratifs et Industriels Modernes през 1925 г.) е влиятелно течение в изобразителното и декоративно изкуство от първата половина на XX век.
Появява се за пръв път във Франция през 1920-те години, а през следващите две десетилетия става много популярно и в международен мащаб. Проявява се основно в архитектурата, модата, живописта, бижутерията, вътрешния дизайн. Оказва силно влияние до края на 1930-те години, като обхваща периода на Голямата депресия. Престава да е актуално в периода след Втората световна война.

## Характеристика
Това е еклектичен стил, представляващ синтез от модернизъм и неокласицизъм. Стилът артдеко също има значително влияние върху такива художествени направления, като кубизъм, конструктивизъм и футуризъм.
Стилът е елегантен, напомня ар нуво, но е с по-съвременни идеи и визия. Отразява хедонистичния начин на живот и презадоволеното консуматорско общество. Отличителни черти – строга закономерност, смели геометрични форми, етнически геометрични елементи, богатство на цветовете, щедри орнаменти, разкош, шик, скъпи, съвременни материали (слонова кост, крокодилска кожа, алуминий, редки видове дървен материал, сребро). В САЩ, Нидерландия, Франция и някои други страни артдеко постепенно еволюира към функционализма.
Терминът артдеко получава широко разпространение след 1968 г., когато британският историк Бевис Хилиър (Bevis Hillier) публикува първата книга на тази тема – „Артдеко от 20-те и 30-те години“ (Art Deco of the 20s and 30s).

## Творби

### Декоративни предмети и коли
- Пакард, модел 1941, Super 180, седан
- Радиоприемник Филипс, 1931, модел 930A
- Камера „Бо Брауни“, Уолтър Тийг, 1930, проектирана за Кодак

### Архитектура
- Някогашният хотел „Театро Еден“, днес „Апартхотел Вип Еден“ в Лисабон, Португалия, архитекти Казиано Бранко и Карло Флоренсио Диас, 1931
- Фасадите на хотели „Делано“, 1947 (Робърт Суортбърг) и „National“, 1940 (Рой Франс), Колинс Авеню, Маями Бийч
- Ниагара Мохоук Пауър Билдинг, Сиракюз, щат Ню Йорк. Архитект Мелвин Кинг. Завършена през 1932 г.
- Шпилът на Крайслер Билдинг в Ню Йорк сити; худ. Уилям ван Алън, построен през 1928 – 30 г
- Музеен център „Cincinnati Union Terminal“ в Синсинати, Охайо; Пол Филип Крет, Алфред Фелхаймер, Стюарт Уогнър, Роланд Уонк, 1933 г.

### Скулптура и релефи
- Стенно пано пред Никс Федеръл Билдинг, Филаделфия, худ. Едмон Аматей, 1937
- Част от Wisdom, with Light and Sound (Мъдростта, окъпана в светлина и звук), Рокфелер Сентър 30 (GE Building), худ. Ли Лоури, 1933
- „Rytm“ (Ритъм), худ. Хенрих Куна, парк „Скаришевски“, Варшава, Полша, 1925
- Лоби, Емпайър Стейт Билдинг, Ню Йорк сити. Уилям Лам. Открито през 1931 г.
- Скулптура в „Рокфелер център“ от Пол Меншип
- Статуята на Христос Спасителя, Рио де Жанейро, Бразилия, издигната между 1922 и 1931 г., е най-голямата статуя в стил артдеко до построяването през 2010 г. на статуята Христос Властител (Pomnik Chrystusa Króla) в Швебоджин, Полша.[6]

## Творби от стъкло[7]
- Жар птица от Рене Лалик (1922)
- Папагали ваза от Рене Лалик (1922)
- Победа 2 от Рене Лалик (1928)
- Витраж от Луи Мажорел (1928)

## Творби от метал
- „Лов“ – Жан Дюнан (1935)[8]
- Коктейлни чаши от хром – Норман Бел Гедес (1937)

### Графично изкуство
- Плакат за Руски балет „Дягилев“ от Леон Бакст (1912)
- Илюстрация от Джордж Барбие за дом на модата Пакен (1914)
- Интерпретации на Харлем джаз I by Унолд Рейс (c.1920)
- Плакат от Хорас Тейлър (1924)
- Мулен Руж Плакат от Чалз Гесмар (1925)
- Плакат от „Chicago World's Fair“ (1933)

## Артдеко в архитектурата по света

### Aфрика
- Кино в Асмара, Еритрея (1937)
- Сградата на Фиат в Асмара, Еритрея от Джузепе Петази (1938)[9]
- Катедрала Свети Петър в Рабат, Мароко (1938)

Повечето сгради артдеко са построени по времето на европейската колонизация на континента, често дизайнери са италиански и френски архитекти.

### Азия
- Ню Индия Ашурънс Билдин в Мумбай, Индия (1936)
- Бродуей Меншънс в Шанхай, Китай (1934)
- Капитол Тиътър в Манила, Филипини от Juan Nakpil (1935)
- Сграда в Индонезия (1920)